# Municipio de Mora
Mora (en sueco: Mora kommun) es un municipio de la provincia de Dalarna, Suecia, en la provincia histórica de Dalecarlia. Su sede se encuentra en la ciudad de Mora. El municipio actual se creó en 1971 cuando se fusionaron cuatro entidades municipales más antiguas (Mora, Sollerön, Venjan y Våmhus).

## Localidades
Hay 12 áreas urbanas (tätort) en el municipio:
| #  | Tätort         | Población |
| -- | -------------- | --------- |
| 1  | Mora           | 12 749    |
| 2  | Enbacka y Mora | 1 927     |
| 3  | Sollerön       | 888       |
| 4  | Våmhus         | 831       |
| 5  | Nusnäs         | 781       |
| 6  | Selja          | 552       |
| 7  | Bonäs          | 380       |
| 8  | Stenis y Vika  | 363       |
| 9  | Vattnäs        | 361       |
| 10 | Vinäs          | 299       |
| 11 | Gesunda        | 257       |
| 12 | Venjan         | 220       |

## Demografía

### Desarrollo poblacional
| Gráfica de evolución demográfica de Mora entre 1970 y 2015 |
|                                                            |
| Fuente: SCB                                                |

## Ciudades hermanas
Mora esta hermanado o tiene tratado de cooperación con:
- Changchún, China
- Val di Fiemme, Italia
- Mora, Minnesota
- Oberammergau, Alemania
- Vörå-Maxmo, Finlandia